# Kemény-kúria (Alsójára)
Az alsójárai Kemény-kúria műemlék épület Romániában, Kolozs megyében. A romániai műemlékek jegyzékében a CJ-II-m-B-07682 sorszámon szerepel.